# Shadows of the Damned
Shadows of the Damned (シャドウ・オブ・ザ・ダムド?, Shadou obu za Damudo) è un videogioco d'azione sviluppato da Grasshopper Manufacture e pubblicato nel 2011 da Electronic Arts per PlayStation 3 e Xbox 360.
Hanno collaborato alla sua realizzazione, il compositore delle colonne sonore di Silent Hill, Akira Yamaoka, il creatore di No More Heroes, Suda51, e infine uno dei creatori della serie Resident Evil, Shinji Mikami.
Nel 2023 Grasshopper Manufacture ha annunciato la pubblicazione di una versione rimasterizzata con il titolo Shadows of the Damned: Hella Remastered, poi uscita il 31 ottobre 2024 per PlayStation 4, Xbox One, PlayStation 5, Xbox Series X/S, Nintendo Switch e Microsoft Windows.

## Trama
La trama racconta della discesa agli inferi della rockstar dannata Garcia Hotspur. Come d'abitudine per lo sceneggiatore del gioco, Suda51, la trama presenta delle situazioni volutamente sopra le righe, costantemente in bilico tra parodia e dramma; la storia presenta una varietà di temi e situazioni che vanno dal grottesco, al nonsense, fino all'horror più introspettivo.

### Atto 1
Garcia Hotspur è un'affermata rockstar e vive la sua vita frenetica, tra concerti e party selvaggi, al fianco della sua amata e misteriosa Paula. Ma Garcia nasconde una seconda vita: egli è infatti un cacciatore di demoni. Dotato dell'abilità di vedere le creature degli inferi, è aiutato nella sua caccia notturna da un demone reietto, un teschio di cristallo infuocato, dal forte accento britannico e dai gusti raffinati chiamato Johnson. Una notte, Garcia uccide il suo ennesimo demone attirando definitivamente le attenzioni del signore dell'inferno. Tornato a casa, trova la sua amata Paula impiccata al lucernario, circondata da demoni che fanno scempio del suo corpo. Eppure la ragazza non è morta. La sua anima è stata presa da Fleming, il signore degli inferi. Questi vuole vendicarsi di Garcia per aver sterminato le sue legioni e lo attira all'inferno promettendogli che, se riuscirà a raggiungere il suo castello e a sconfiggerlo, lui libererà Paula. Nel frattempo, infliggerà ogni sorta di supplizio alla ragazza. Garcia non può tirarsi indietro e malcelando una certa trepidazione per l'imminente avventura si fa scortare da Johnson nella terra dei demoni.

### Atto 2
Garcia e Johnson raggiungono i cancelli della città dei demoni. La strada per il castello di Fleming è lunga e sarà cosparsa di pericoli mortali. Fleming, oltre a tutte le insidie dell'inferno, ha sguinzagliato i suoi VIP, anime dannate che hanno conquistato i suoi favori, ottenendo abilità superiori. Nonostante la guida di Johnson, la città dei demoni è un luogo pericolosissimo. Ovunque ci sono pericoli mortali, ma Garcia prosegue, sospinto anche da Paula, che continua a manifestarglisi in varie forme, attirandolo sempre più in profondità: è sicuramente una trappola. Durante la lunga e pericolosa esplorazione, Garcia racconta al suo partner le strane circostanze in cui conobbe Paula: la trovò in un cassonetto. Mosso a compassione e travolto dalla sua bellezza, la portò con sé offrendole riparo e subito notò la stranezza della ragazza. Rimase muta per giorni, come in trance, poi una notte il telefono squillò e Garcia andò a rispondere. Paula si lanciò su di lui supplicandolo di non farlo. Lì, i due si baciarono e si innamorarono. Il cammino prosegue, tra decine di scontri. I due fanno anche la conoscenza delle Mietitrici, spiriti supremi in grado di giustiziare sia umani che demoni superiori, qualora falliscano nei loro compiti. Sono la personificazione della morte.

### Atto 3
Garcia entra nella palude delle anime. Qui comprende come le visioni strazianti di Paula non siano solo trucchi. L'anima della ragazza sta effettivamente venendo torturata in modi orribili e Fleming vuole che il suo nemico sappia cosa sta facendo alla sua ragazza. Paula supplica Garcia, dicendo di soffrire troppo, di desiderare solo la morte. Durante il cammino, Garcia incontra un altro cacciatore di demoni come lui. Anche la sua ragazza è stata rapita e portata nella terra dei demoni, ma ormai non ha più speranze di vederla. Un demone VIP ha definitivamente assassinato la sua anima. Il cacciatore cerca di vendicarsi del demone, ma viene sopraffatto e fatto a pezzi. Con moltissime difficoltà, Garcia riesce, invece, ad avere la meglio.

### Atto 4
Uscito dall'orribile palude, il cacciatore si ritrova nel centro della terra dei demoni, la città bordello della perdizione. La torre dove si trova la corte di Fleming è vicina. Il viaggio allucinato lo porta a sconfiggere Justine, carceriera della sua Paula, nonché luogotenente di Fleming. Nonostante la vittoria di Garcia, riavrà la sua donna solo sconfiggendo il signore dei demoni. Garcia entra nella torre.

### Atto 5
Raggiunta la cima del palazzo di Fleming, Garcia si trova di fronte al signore dei demoni. Dovrà sconfiggerlo per riavere Paula. Lo scontro è titanico. Fleming ha enormi poteri, ma, alla fine, il cacciatore di demoni riesce a prevalere. Garcia raggiunge finalmente Paula e la abbraccia. Ora sono di nuovo insieme, la sua agonia è finita. Ma la ragazza colpisce il suo uomo e cerca di strangolarlo. Folle di rabbia, accusa Garcia di averla guardata mentre i demoni la dilaniavano centinaia di volte, di averla lasciata soffrire, di averla esposta a tutto questo con la sua folle battaglia contro le creature infernali. Paula non riesce più a controllarsi e si trasforma essa stessa in un terribile demone alato (forse Fleming l'ha contaminata). Garcia è costretto a  combattere contro la donna che ama e, alla fine, la indebolisce abbastanza da farla tornare umana. Paula singhiozza, rannicchiata a terra, spaventata. L'oscurità li sta per avvolgere. Garcia si stringe a lei rassicurandola, baciandola e scusandosi con lei.
Paula si risveglia nel loro appartamento. Garcia e Johnson la salutano felici. Insieme, cenano con i cuori pieni di sollievo e pianificano una vacanza. Poi, il telefono squilla. Garcia risponde e dall'altro lato della cornetta sente la terribile voce di Fleming, ancora vivo. Ha mandato una nuova legione di demoni a catturare Paula. Garcia se lo aspettava. Ora Paula è la concubina preferita di Fleming, il quale farà di tutto per riaverla. Ma Garcia non smetterà mai di lottare contro le sue orde. Fuori dalla finestra, decine di demoni alati fissano i due con i loro occhi fiammeggianti. Garcia si stringe a Paula e prende la mira con un ghigno.

## Accoglienza
La rivista Play Generation diede alla versione per PlayStation 3 un punteggio di 79/100, apprezzando la sottile vena di follia, il collaudato impianto di gioco e l'eccellente colonna sonora e come contro la sua brevità ed il fatto che non riuscisse a sfruttare a dovere le non poche buone idee offerte, finendo per trovarlo un titolo destinato a diventare un "cult game" per la forza delle sue folli trovate, ma che difficilmente si sarebbe consigliato l'acquisto. La stessa testata lo classificò come uno dei quattro migliori giochi ambientati all'Inferno.